# Lee Seung-bae
Lee Seung-bae (* 10. Mai 1971) ist ein ehemaliger südkoreanischer Boxer. 

## Karriere
Lee Seung-bae gewann im Mittelgewicht die Asienmeisterschaft 1992 in Bangkok und nahm an den Olympischen Spielen 1992 in Barcelona teil, wo er mit Siegen gegen Michal Franek, Ricardo Araneda und Alberth Papilaya das Halbfinale erreichte, dort gegen Ariel Hernández ausschied und dadurch eine Bronzemedaille gewann. 1994 gewann er noch Gold bei den Asienspielen in Hiroshima und Silber bei der Asienmeisterschaft in Teheran.
Anschließend boxte er im Halbschwergewicht und gewann Silber bei der Asienmeisterschaft 1995 in Taschkent. Er startete auch bei den Olympischen Spielen 1996 in Atlanta und erreichte mit Siegen gegen Sam Leuji, Freddy Rojas, Stipe Drviš und Thomas Ulrich das Finale, wo er gegen Wassili Schirow unterlag und die olympische Silbermedaille gewann.
1998 gewann er noch Silber bei den Asienspielen in Bangkok.

## Nach dem Boxen
Nach seiner aktiven Wettkampfkarriere erwarb er einen Doktortitel an der Konkuk University und wurde Nationaltrainer der südkoreanischen Boxstaffel.